# Dyskografia Ringo Starra
Lista zawiera dyskografię Ringo Starra jako artysty solowego.

## Albumy studyjne
| Tytuł                    | Data wydania         | Pozycje na listach przebojów | Pozycje na listach przebojów |
| Tytuł                    | Data wydania         | Wielka Brytania              | Stany Zjednoczone            |
| ------------------------ | -------------------- | ---------------------------- | ---------------------------- |
| Sentimental Journey      | 27 marca 1970        | #7                           | #22                          |
| Beaucoups of Blues       | 25 września 1970     | –                            | #65                          |
| Ringo                    | 9 listopada 1973     | #7                           | #2                           |
| Goodnight Vienna         | 15 listopada 1974    | #30                          | #8                           |
| Ringo's Rotogravure      | 17 września 1976     | –                            | #28                          |
| Ringo the 4th            | 30 września 1977     | –                            | #162                         |
| Bad Boy                  | 16 czerwca 1978      | –                            | #129                         |
| Stop and Smell the Roses | 20 listopada 1981    | –                            | #98                          |
| Old Wave                 | 16 czerwca 1983      | –                            | –                            |
| Time Takes Time          | 22 maja 1992         | –                            | –                            |
| Vertical Man             | 15 czerwca 1998      | #85                          | #61                          |
| I Wanna Be Santa Claus   | 24 października 1999 | –                            | –                            |
| Ringo Rama               | 24 marca 2003        | –                            | #113                         |
| Choose Love              | 7 czerwca 2005       | –                            | –                            |
| Liverpool 8              | 14 stycznia 2008     | #91                          | #94                          |
| Y Not                    | 12 stycznia 2010     | #58                          | #136                         |
| Ringo 2012               | 30 stycznia 2012     | #181                         | #80                          |
| Postcards from Paradise  | 31 marca 2015        | #157                         | #99                          |
| Give More Love           | 15 września 2017     | –                            | #128                         |
| What's My Name           | 25 października 2019 |                              |                              |
| Look Up                  | 10 stycznia 2025     |                              |                              |

## Kompilacje
| Tytuł                                     | Data wydania     | Pozycje na listach przebojów | Pozycje na listach przebojów |
| Tytuł                                     | Data wydania     | Wielka Brytania              | Stany Zjednoczone            |
| ----------------------------------------- | ---------------- | ---------------------------- | ---------------------------- |
| Blast From Your Past                      | 12 grudnia 1975  | –                            | #30                          |
| Starr Struck: Best of Ringo Starr, Vol. 2 | 24 lutego 1989   | –                            | –                            |
| The Anthology... So Far                   | 19 stycznia 2001 | –                            | –                            |
| Photograph: The Very Best of Ringo Starr  | 27 sierpnia 2007 | #26                          | #130                         |
| Icon                                      | 9 września 2014  | –                            | –                            |

## Albumy koncertowe
| Tytuł                                                            | Data wydania         |
| ---------------------------------------------------------------- | -------------------- |
| Ringo Starr and His All-Starr Band                               | 8 października 1990  |
| Ringo Starr and His All Starr Band Volume 2: Live From Montreux  | 13 września 1993     |
| Ringo Starr and His third All-Starr Band-Volume 1                | 12 sierpnia 1995     |
| VH1 Storytellers                                                 | 19 października 1998 |
| King Biscuit Flower Hour Presents Ringo & His New All-Starr Band | 6 sierpnia 2002      |
| Extended Versions                                                | 1 czerwca 2003       |
| Tour 2003                                                        | 23 marca 2004        |
| Ringo Starr and Friends                                          | 15 sierpnia 2006     |
| Live At The Greek Theatre 2008                                   | 27 lipca 2010        |

## Single
| Tytuł                             | Data wydania         | Pozycje na listach przebojów | Pozycje na listach przebojów |
| Tytuł                             | Data wydania         | Wielka Brytania              | Stany Zjednoczone            |
| --------------------------------- | -------------------- | ---------------------------- | ---------------------------- |
| Beaucoups of Blues                | 5 października 1970  | –                            | #69                          |
| It Don't Come Easy                | 16 kwietnia 1971     | #4                           | #4                           |
| Back Off Boogaloo                 | 20 marca 1972        | #2                           | #9                           |
| Photograph                        | 24 września 1973     | #8                           | #1                           |
| You're Sixteen                    | 3 grudnia 1974       | #4                           | #1                           |
| Oh My My                          | 18 lutego 1974       | –                            | #5                           |
| Only You (And You Alone)          | 11 listopada 1974    | #28                          | #6                           |
| No No Song                        | 27 stycznia 1975     | –                            | #3                           |
| It's All Down To Goodnight Vienna | 2 czerwca 1975       | –                            | #31                          |
| A Dose of Rock 'n' Roll           | 20 września 1976     | –                            | #26                          |
| Hey Baby                          | 22 listopada 1976    | –                            | #62                          |
| Wings                             | 25 sierpnia 1977     | –                            | –                            |
| Drowning In The Sea Of Love       | 18 października 1977 | –                            | –                            |
| Lipstick Traces (On A Cigarette)  | 18 kwietnia 1978     | –                            | –                            |
| Heart On My Sleeve                | 6 lipca 1978         | –                            | –                            |
| Wrack My Brain                    | 27 października 1981 | –                            | #38                          |
| Private Property                  | 18 stycznia 1982     | –                            | –                            |
| Weight of the World               | 30 kwietnia 1992     | #72                          | –                            |
| Don`t Go Where The Road Don`t Go  | 1992                 | –                            | –                            |
| La De Da                          | Czerwiec 1998        | –                            | –                            |
| Never Without You                 | 25 października 2003 | –                            | –                            |
| Walk With You                     | 20 grudnia 2009      | –                            | –                            |
| Wings                             | 10 stycznia 2012     | –                            | –                            |